# قصيدة نهج البردة
قصيدة نهج البردة هي أحد أشهر القصائد في مدح النبي محمد ﷺ، كتبها أحمد شوقي على غرار قصيدة البردة للبوصيري. وقد استخدم فيها نفس القافية التي استخدمها البوصيري.

## الانتقادات على القصيدة
هناك انتقادات على الأخطاء الواردة في قصيدة نهج البُردة لأحمد شوقي ومنها:
ادّعى أحمد شوقي في القصيدة أن النبي محمد اطّلع على اللوح المحفوظ وعرف مقادير الخلائق حيث قال:
خَطَطتَ لِلدينِ وَالدُنيا عُلومَهُما * يا قارِئَ اللَوحِ، بَل يا لامِسَ القَلَمِ
أَحَطتَ بَينَهُما بِالسِرِّ، وَانكَشَفَت * لَكَ الخَزائِنُ مِن عِلمٍ، وَمِن حِكَمِ
وهذا الأمر من الأمور الغيبية التي لم يطّلع عليها النبي محمد.
ووصف الملائكة بأنهم يعطشون في قوله:
"وَصاحِبُ الحَوضِ يَومَ الرُسل سائِلَةٌ * مَتى الوُرودُ؟ وَجِبريلُ الأَمينُ ظَمي"
والملائكة لا يعطشون ولا يأكلون ولا يشربون كما في العقيدة الإسلامية.
وذكر في القصيدة أمور لا تصح في السيرة النبوية مثل قصة العنكبوت والحمامة. وغيره من الأخطاء في القصيدة.